# Ołeksij Chobłenko
Oleksij Serhijowycz Choblenko, ukr. Олексій Сергійович Хобленко (ur. 4 kwietnia 1994 w Jekaterynburgu, Rosja) – ukraiński piłkarz, grający na pozycji napastnika.

## Kariera piłkarska

### Kariera klubowa
Wychowanek klubów Ełektron Romny, Junist' Czernihów i Dynamo Kijów, barw których bronił w juniorskich mistrzostwach Ukrainy (DJuFL). Karierę piłkarską rozpoczął 30 lipca 2011 w drugiej drużynie Dynama. W sezonie 2013/14 grał na zasadach wypożyczenia w FK Połtawa, a potem występował w Dynamo-2 Kijów. W lipcu 2015 został wypożyczony do Howerły Użhorod. 4 lutego 2016 ponownie został wypożyczony, tym razem do Czornomorca Odessa. 15 lipca 2016 podpisał nowy kontrakt z odeskim klubem. 12 stycznia 2018 został wypożyczony do Lecha Poznań. 1 czerwca 2018 wrócił do odeskiego klubu. 3 lipca 2018 przeszedł do Dynamy Brześć. 28 grudnia 2019 zasilił skład SK Dnipro-1.

### Kariera reprezentacyjna
Od 2009 bronił barw juniorskich reprezentacji Ukrainy.